# Portland (band)
Portland is een Belgische dreampopband bestaande uit Jente Pironet, Nina Kortekaas, Bram Vanhove, Sebastian Leye en Boris Van Overschee. 

## Geschiedenis
Portland ontstond in de wandelgangen van het departement Muziek van de Hogeschool PXL in Hasselt. Jente Pironet ontmoette er Sarah Pepels. Samen met Gill Princen op elektronica en Arno De Bock op drums namen ze in 2016 deel aan Humo's Rock Rally 2016. In 2018 waren ze een van de drie winnaars van De Nieuwe Lichting van Studio Brussel. Ze speelden in 2019 op Rock Werchter, nog voor hun debuutalbum uitkwam. In de herfst van 2019 kwam hun debuutalbum Your Colours Will Stain uit op het label Pias. Het werd geproduceerd door David Poltrock en kreeg goede recensies in oa. Focus Knack en De Standaard. In 2020 werd Portland twee keer genomineerd voor de MIA's in de categorieën Breakthrough en Alternative. Ze speelden ook twee uitverkochte concerten op de Rock Werchter Zomerbar, een coronaproof editie van Rock Werchter. In 2023 nemen ze deel aan het VTM-programma Liefde voor muziek, daar coveren ze de muziek van Daan, Stef Bos, K3, Metejoor, Jaap Reesema en Günther Neefs. Het programma werd opgenomen nog voor zangeres Sarah Pepels de groep verliet. Nadien werd ze vervangen door Nina Kortekaas. In 2024 won de groep voor het eerst een MIA, die van de categorie Alternative.

## Bandleden
- Jente Pironet (zang, gitaar)
- Nina Kortekaas (zang) (sinds maart 2023)
- Gill Princen (elektronica)
- Arno De Bock (drums)
- Bram Vanhove (drums)
- Sebastian Leye (gitaar)
- Boris Van Overschee (gitaar)
- Sarah Pepels (zang) (tot maart 2023)

## Discografie

### Albums
| Album met hitnotering(en) in de Vlaamse Ultratop 200 albums | Datum van verschijnen | Datum van binnenkomst | Hoogste positie | Aantal weken | Opmerkingen |
| ----------------------------------------------------------- | --------------------- | --------------------- | --------------- | ------------ | ----------- |
| Your Colours Will Stain                                     | 18-10-2019            | 26-10-2019            | 6               | 32           |             |
| Departures                                                  | 17-03-2023            | 25-03-2023            | 4               | 25           |             |

### Singles
| Single met hitnotering(en) in de Vlaamse Ultratop 50 | Datum van verschijnen | Datum van binnenkomst | Hoogste positie | Aantal weken | Opmerkingen                         |
| ---------------------------------------------------- | --------------------- | --------------------- | --------------- | ------------ | ----------------------------------- |
| Dreams (Popvilla Sessions)                           | 16-10-2015            | 07-11-2015            | tip43           | -            |                                     |
| Pouring Rain                                         | 24-04-2017            | 20-01-2018            | tip24           | -            |                                     |
| Lucky Clover                                         | 05-10-2018            | 13-10-2018            | tip14           | -            |                                     |
| Let It Snow! Let It Snow! Let It Snow!               | 21-12-2018            | 29-12-2018            | tip             | -            |                                     |
| Expectations                                         | 19-04-2019            | 27-04-2019            | tip21           | -            |                                     |
| Killer's Mind                                        | 20-09-2019            | 28-09-2019            | tip6            | -            |                                     |
| You Misread Me                                       | 10-01-2020            | 11-01-2020            | tip13           | -            |                                     |
| Ally Ally                                            | 05-06-2020            | 13-06-2020            | tip12           | -            |                                     |
| Aftermath                                            | 30-10-2020            | 31-10-2020            | tip18           | -            |                                     |
| She Really (Really) Means It (Live)                  | 18-04-2023            | 06-05-2023            | 40              | 3            | Uit Liefde voor muziek              |
| Don't Stop Believin'                                 | 30-09-2024            | 12-10-2024            | 40              | 1*           | Themalied voor De Warmste Week 2024 |